# Annum
| Grotere eenheden | Grotere eenheden | Grotere eenheden |
| factor           | naam             | symbool          |
| ---------------- | ---------------- | ---------------- |
| 1                | annum (jaar)     | a                |
| 102              | hectoannum       | ha               |
| 103              | kiloannum        | ka               |
| 106              | mega-annum       | Ma               |
| 109              | giga-annum       | Ga               |

Annum (afgeleid van Latijn annus, jaar; afgekort a) is een eenheid voor tijd die in de geologie en astronomie gebruikt wordt. Een annum is gelijk aan een jaar, de tijdspanne die de Aarde nodig heeft om een keer haar baan om de Zon te voltooien.
De eenheid wordt meestal gebruikt met de SI-voorvoegsels kilo, mega of giga:
- Een kiloannum (ka) is duizend (103) jaar, in SI-eenheden is dit ongeveer 31,56 × 109 s.
- Een mega-annum (Ma) is een miljoen (106) jaar, in SI-eenheden is dit ongeveer 31,56 × 1012 s.
- Een giga-annum (Ga) is een miljard (109) jaar, in SI-eenheden is dit ongeveer 31,56 × 1015 s.

Officieel staat de eenheid voor een tijdsduur, maar kan ook verwijzen naar een tijdstip vóór het heden. Bijvoorbeeld "2 Ga" kan dus slaan op een periode van 2 miljard jaar, maar kan ook een aanduiding zijn voor een tijdstip 2 miljard jaar geleden.
In de astronomie is het gebruikelijk om een juliaans jaar (aj) te hanteren.